# ザ・ブラザーフッド (1986年の映画)
『ザ・ブラザーフッド』（原題：Brotherhood of Justice）は1986年にアメリカで放送されたテレビ映画。
学生達が学校の平和を守る為に結成した自警団が、次第にエスカレートして行く様を描いた学園映画。
主演は、デビュー当時のキアヌ・リーブスとキーファー・サザーランド。

## 製作
1984年のテキサス州フォートワースの高校で実際に起きた事件を基に作られた。 撮影はカリフォルニア州サンタクルスで行われた。
監督はTVドラマシリーズ『俺がハマーだ!』のチャールズ・ブレイヴァーマン（チャック・ブレイヴァーマン）。
製作総指揮は『ミッシング 』、『バットマン・リターンズ』の、ピーター・グーバー、ジョン・ピーターズ。

## キャスト
- デレク：キアヌ・リーブス
- ビクター：キーファー・サザーランド
- クリスティ：ロリ・ロックリン
- ボブ：ジョー・スパーノ
- スコットランド人：ダーレン・ダルトン
- ミュール：エヴァン・ミランド
- コリン：ドン・マイケル・ポール
- バーンウェル：ゲイリー・ライリー
- レス：ビリー・ゼイン
- ウィリー：ダニー・ヌッチ
- カルロス：ダニー・デ・ラ・パズ
- ペストリー：ショーン・サリヴァン
- マリア：ペルラ・ウォルター

## 関連商品
- ビデオ版『愚か者』（The Brotherhood of Justice）が、1988年4月10日アスミックより発売された[3]。
- ビデオ版『ザ・ブラザーフッド』が1998年10月30日にJ.V.D.より再発売された[4]。
- DVD版『ブラザーフッド』が2007年6月21日にPSGより発売された[5]。